# محمد ولد النحوي
محمدِّ ولد النحوي(1947 م ببكر - 29 نيسان 2001م), حفظ القرآن الكريم وهو في التاسعة من عمره، ثم التحق بمحظرتين شهيرتين في المنطقة هما محظرة أهل احويب الل ومحظرة محمد عالي ولد فتي، حيث تعلم العلوم الشرعية، قبل أن يلتحق بالتعليم النظامي 1960م في مدرسة معطي مولان ويكمل دراسته الابتدائية المزدوجة في مدرسة "المذرذرة، حاصلا علي شهادة ختم الدروس الابتدائية المزدوجة. كان الراحل في طَليعَة الرعيل الأول من البعثيين في القطر الموريتاني, وأكمل تعليمه الجامعي في دكار بالسنغال، حاصلاً على دبلوم في الطب العام، قيل أن يتخصص في طب الأطفال في العام 1984م. عاد الرفيق الراحل إلي أرض الوطن حيث خدم في المستشفي الوطني (1984 - 1990). تولي إدارة عيادة مقام إبراهيم الخاصة 1994م.
نفي خارج القطر إثر اعتقالات البعثيين في العام 1982م تولي قيادة (امين عام) حزب الصواب خلفاً للرفيق خطري ولد الطالب جدو، في أول قيادة منتخبة 1994م، وظل اميناً عاماً للحزب حتى تاريخ وفاته.